# Месарош, Франциск
Франциск (Ференц) Месарош (венг. Ferenc Mészáros; 5 мая 1919, Мужла — 21 сентября 1977) — венгерский футболист и тренер.

## Биография
Начинал свою карьеру в венгерском чемпионате, а после окончания Второй мировой войны он переехал в Румыния. За время своих выступлений Месарошу удалось стать чемпионом двух этих стран и сыграть как за венгерскую, так и за румынскую сборную. Завершил свои выступления в португальской «Браге».
Став тренером Месарош некоторое время работал со сборными Сирии, Ирана и Никарагуа.

## Достижения
- Чемпион Венгрии (1): 1943/44.
- Чемпион Румынии (1): 1946/47.